# پلی‌پرخون
پُلی‌پِرخون (یونانی: Πολυπέρχων؛ زاده ۳۹۰–۳۸۰ – مرگ در ۳۰۴ پ. م) یک فرمانده نظامی مقدونی بود که به فیلیپ و اسکندر خدمت می‌کرد و سپس در جنگ میان فرماندهان اسکندر نقش مهمی را ایفا کرد.